# فالزبرگ (نیویورک)
فالزبرگ (به انگلیسی: Fallsburg) یک منطقهٔ مسکونی در ایالات متحده آمریکا است که در شهرستان سولیوان، نیویورک واقع شده‌است. فالزبرگ ۲۰۴٫۸۹ کیلومتر مربع مساحت و ۱۲٬۸۷۰ نفر جمعیت دارد و ۳۵۶ متر بالاتر از سطح دریا واقع شده‌است.